# 6770 Fugate
6770 Fugate este un asteroid din centura principală de asteroizi.

## Descriere
6770 Fugate este un asteroid din centura principală de asteroizi. A fost descoperit pe 22 august 1985 la Stația Anderson Mesa de Edward L. G. Bowell. El prezintă o orbită caracterizată de o semiaxă mare de 3,02 ua, o excentricitate de 0,11 și o înclinație de 10,1° în raport cu ecliptica.